# ボブ・ジェンク
ロバート・カルビン・ジェンキンス（Robert Calvin Jenkins、1931年8月15日 - 2015年10月5日）は、アメリカ合衆国・メリーランド州ヘイガーズタウン出身の元プロ野球選手（外野手、一塁手）。

## 経歴
マイアミ高校を経て、1949年から米マイナーリーグでプレーする。朝鮮戦争の期間である1952年から1954年にかけて兵役に就いたと想定され、1955年に復帰すると、1960年まで再びマイナーでプレーした。
1962年に「150mは飛ばせる。3割もOKだ」と、自ら近鉄バファローズへ売り込みを行い同年5月半ばに入団。入団後1ヶ月ほどは五番を打つが、十分な働きはできず、後半は出場機会を得られなかった。結局48試合の出場で、打率.211、4本塁打に留まり、1年で退団・帰国した。
2015年10月5日にフロリダ州ビバリーヒルズで没した。満84歳没。

## 詳細情報

### 年度別打撃成績
| 年 度    | 球 団    | 試 合 | 打 席 | 打 数 | 得 点 | 安 打 | 二 塁 打 | 三 塁 打 | 本 塁 打 | 塁 打 | 打 点 | 盗 塁 | 盗 塁 死 | 犠 打 | 犠 飛 | 四 球 | 敬 遠 | 死 球 | 三 振 | 併 殺 打 | 打 率 | 出 塁 率 | 長 打 率 | O P S |
| -------- | -------- | ----- | ----- | ----- | ----- | ----- | -------- | -------- | -------- | ----- | ----- | ----- | -------- | ----- | ----- | ----- | ----- | ----- | ----- | -------- | ----- | -------- | -------- | ----- |
| 1962     | 近鉄     | 48    | 139   | 133   | 12    | 28    | 7        | 0        | 4        | 47    | 16    | 1     | 1        | 0     | 0     | 4     | 0     | 2     | 30    | 5        | .211  | .245     | .353     | .598  |
| NPB：1年 | NPB：1年 | 48    | 139   | 133   | 12    | 28    | 7        | 0        | 4        | 47    | 16    | 1     | 1        | 0     | 0     | 4     | 0     | 2     | 30    | 5        | .211  | .245     | .353     | .598  |

### 背番号
- 24 （1962年）